# Distúrbios no Afeganistão em fevereiro de 2012
Os distúrbios no Afeganistão em fevereiro de 2012 foram uma série de protestos de diferentes níveis de violência que ocorreram no início de 2012 em resposta à queima de material religioso islâmico por soldados dos Estados Unidos na Base Aérea de Bagram, no Afeganistão. Em 22 de fevereiro de 2012, os soldados estadunidenses na base de Bagram que dispunham de cópias do Alcorão que tinham sido usadas pelos prisioneiros talibãs para escrever mensagens entre si, queimaram vários destes exemplares. As forças afegãs que trabalhavam na base relataram o ocorrido, levando os afegãos indignados a sitiarem a base de Bagram, atirando coquetéis molotov e pedras.  O incidente também provocou protestos e ataques contra as autoridades em todo o Afeganistão. Após cinco dias de protesto, houve pelo menos 41 mortes e pelo menos 270 feridos.